# Escola Politécnica Federal de Lausana
A École polytechnique fédérale de Lausanne (Em português: Escola Politécnica Federal de Lausana; Em inglês: Swiss Federal Institute of Technology in Lausanne) é uma prestigiada universidade pública de Lausanne, na Suíça. Ela foi fundada em 1853 com o nome de École spéciale de Lausanne (Escola Especial de Lausanne).
Atualmente conta mais de 10 000 estudantes desde o bacharelado ao doutorado onde ensinam 340 professores  A EPFL é o equivalente na Suíça romanda o que é para a Suíça alemã o Instituto Federal de Tecnologia de Zurique, o ETHZ.

## Classificação
Está classificada entre os mais respeitados estabelecimentos do ensino europeu e global, ocupa o 14º lugar entre as melhores universidades do mundo segundo o QS World University Ranking de 2015. Além disso, a EPFL é classificada como a segunda melhor universidade da Europa segundo o "Leiden Ranking".
É membro da Top Industrial Managers for Europe, criada em 1989 e que reagrupa em torno de cinquenta universidades onde se ensina engenharia. Também é associada com mais de 150 escolas e universidades pelo mundo o que permite a troca de estudantes entre elas.

## História

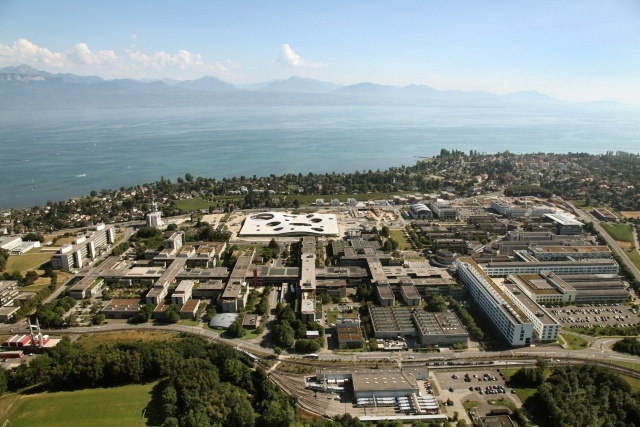
Vista aérea do EPFL, o Lago Léman e os Alpes ao fundo

Fundada em 1853 pela vontade de Louis Rivier, diplomado da Escola central de Paris (em 1843), de Jean Gay, professor e reitor da Academia de Lausanne, de Pierre-Joseph Marguet, antigo aluno da Escola politécnica (France) e de Jules Marguet, diplomado da Escola central de Paris (em 1840). Foi esta última escola que inspirou a então chamada Escola Especial de Lausanne. Viria posteriormente a chamar-se : Escola de engenharia da Universidade de Lausane em 1869, Escola politécnica da Universidade de Lausane em 1946 - a célebre EPUL-, para se separar da universidade e chamar-se finalmente Escola Politécnica Federal de Lausana em 1969.

## Formação
O formação requisitada é muito exigente e mesmo se a taxa de sucesso no 1º ano varia segundo os cursos 27% (áreas da matemática) a 65% (áreas de química) foi de 50,0% 2008/2009 e de 51% em 2007/2008. De notar que 70% dos estudantes de 1º ano obtêm finalmente o diploma
O École polytechnique fédérale de Lausanne propõe as seguintes formações:
- Bacharel, duração de 3 anos
- Master, duração entre 3 a 4 semestres
- Doutor, duração entre 3 a 5 anos para obtenção do título de Docteur ès sciences.

## Pesquisa
A pesquisa científica no EPFL é dirigida por 50 instituições e centros e mais de 250 laboratórios o que lhe permitiu recolher  11 ERC "advanced grants", das bolsas do "Conselho europeu da pesquisa" em 2008 e 8 ERC "starting grants" en 2009.
O EPFL possui um supercomputador "Blue Gene" da IBM com uma velocidade teórica de 22,8 teraflops que o faz o terceiro mais potente da Suíça. A escola possui um reactor a fusão termonuclear Tokamak que permite a sua implicação no Projecto ITER.

## Partenariado
- Solar Impulso, avião solar - de cuja equipa faz parte Bertrand Piccard - que realizou um voo entra os aeroportos de Paierne e Genebra a 22 de Setembro de 2010[5]
- Conselheiro científico oficial da equipa Alinghi, duplo vencedor da Taça da América em 2003 et 2007.
- Hidroptere, trimarã voador que se liberta do princípio de Arquimedes e detêm o recorde da velocidade à vela com (51,36 nós de média em 500 m e 55,5 nós logo 103 km/h em velocidade máxima [6]
- colaboração entre o EPFL e Logitech
- Breitling Orbiter 3, o primeiro balão a fazer a volta ou em 1999, pilotado por Bertrand Piccard e Brian Jones.[7]
- A Poly-PDG, parceria académica com a mítica prova de esqui Patrouille des Glaciers na Suíça.[8] e a UniPoly, associação dos estudantes da UNIL e da EPFL.[9]